# Emil Löffelhardt

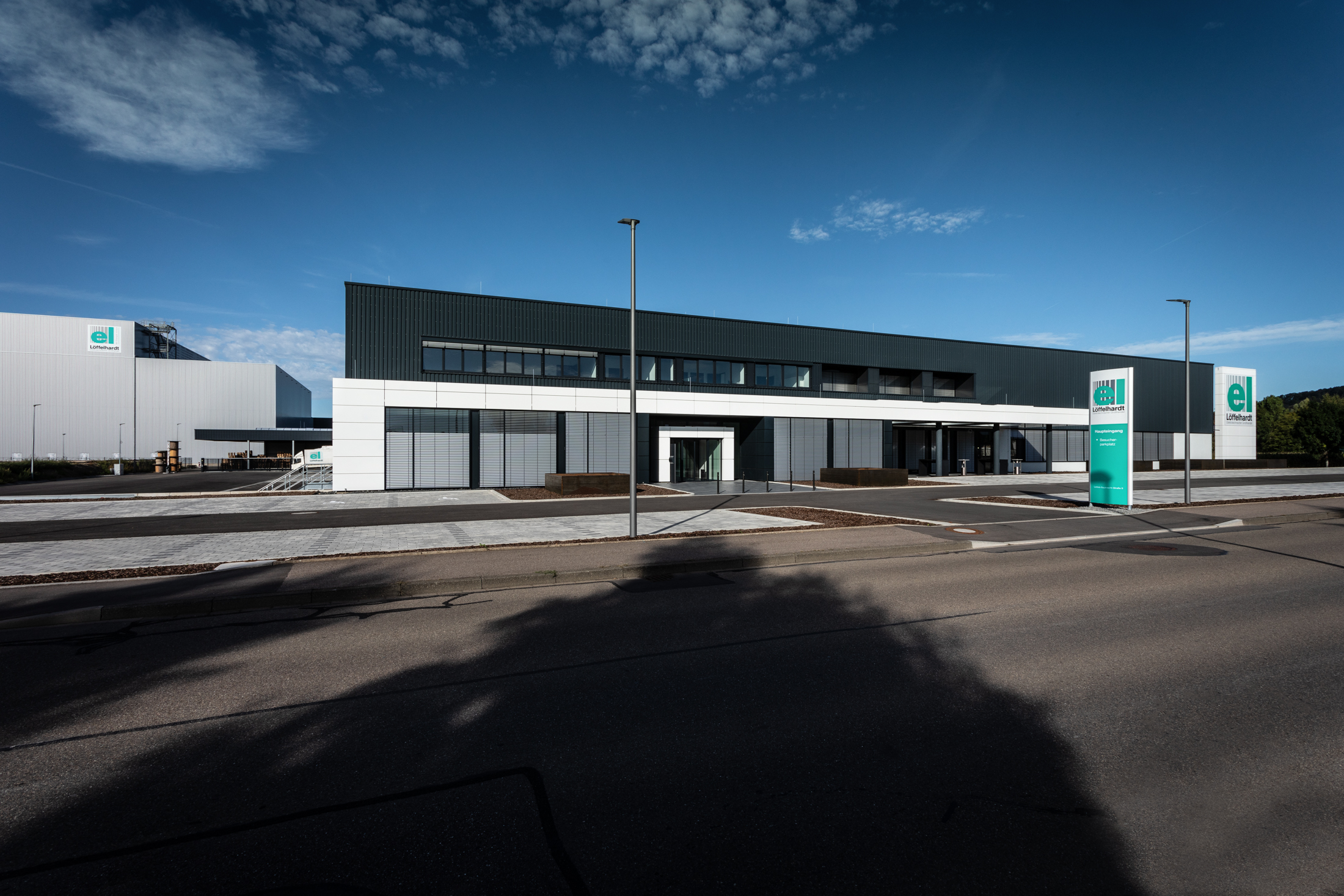
Unternehmenszentrale Emil Löffelhardt GmbH & Co. KG

Die Emil Löffelhardt GmbH & Co. KG ist ein inhabergeführter elektrotechnischer Großhandel mit Hauptsitz in Schorndorf. Der Umsatz betrug 2016 228 Mio. Euro. Mit seinen insgesamt 20 Standorten in Baden-Württemberg und Bayern, sowie zwei Küchenstudios in Fellbach und Frickenhausen beschäftigt Löffelhardt inzwischen gut 650 Mitarbeiter, davon ca. 70 Auszubildende und Studierende. Heute ist Löffelhardt zweitgrößter Arbeitgeber in Schorndorf.

## Geschichte
Das Unternehmen wurde 1905 in Stuttgart von Emil Löffelhardt (1877–1954) und August Kapp gegründet. Dabei handelte es sich um die Übernahme des Unternehmens Carl Pfuderer, an dem Kapp bereits zuvor beteiligt gewesen war. Das Unternehmen agierte als Vertretung der Kabelwerke Rheydt. Heute wird es als Familienbetrieb in vierter Generation geführt. Anfang 2019 wurde der Unternehmenssitz von Fellbach zum früheren Bauknecht-Standort Schorndorf verlegt.

## Unternehmensbereiche
Löffelhardt beliefert als elektrotechnischer Großhandel die produzierende Industrie, die öffentliche Hand, den Elektrofachhandel und das Elektrohandwerk. Das 2018 in Betrieb genommene Logistikzentrum in Schorndorf ist eine Kombination aus Hochregal, Tablar und Shuttle. Die beiden Küchenstudios in Fellbach und Frickenhausen, welche am 31. Dezember 2023 geschlossen wurden, wurden für den Fachhandel konzipiert, standen jedoch auch Privatkunden offen.